# إدواردو نورييجا
إدواردو نورييجا (بالإسبانية: Eduardo Noriega)‏ هو ممثل مكسيكي، ولد في 25 سبتمبر 1916 بمدينة مكسيكو في المكسيك، وتوفي بنفس المكان في 14 أغسطس 2007 بسبب نوبة قلبية.

## وصلات خارجية
- إدواردو نورييجا على موقع IMDb (الإنجليزية)
- إدواردو نورييجا على موقع ألو سيني (الفرنسية)
- إدواردو نورييجا على موقع أول موفي (الإنجليزية)
- إدواردو نورييجا على موقع قاعدة بيانات الأفلام السويدية (السويدية)
- إدواردو نورييجا على موقع قاعدة بيانات الفيلم (الإنجليزية)
- إدواردو نورييجا على موقع كينوبويسك (الروسية)